# 尿布一族
《尿布一族》（又稱小淘氣）是美國尼可國際兒童頻道的動畫，由阿琳·卡拉斯基以及蓋博·卡舒柏等人創作。

## 外部連結
- 官方网站
- 互联网电影数据库（IMDb）上《尿布一族》的资料（英文）
- Rugrats daily comic strip at Creators Syndicate （页面存档备份，存于）
- 大卡通上《尿布一族》的資料
- Rugratsat Don Markstein's Toonopedia. Archive.today的存檔，存档日期2024-05-28 from the original on February 9, 2017.
- 2016 Decider's Oral History of "Nicktoons" interviews with cast and crew